# Hongkong na Mistrzostwach Świata w Lekkoatletyce 2022
Hongkong na Mistrzostwach Świata w Lekkoatletyce 2022 – reprezentacja Hongkongu podczas mistrzostw świata w Eugene liczyła jedną zawodniczkę, która nie zdobyła medalu.

## Skład reprezentacji

### Kobiety
| Zawodniczka   | Konkurencja | Finał   | Finał   | Źródło |
| Zawodniczka   | Konkurencja | Wynik   | Pozycja | Źródło |
| ------------- | ----------- | ------- | ------- | ------ |
| Kit Ching Yiu | maraton     | 2:43:13 | 29.     | [ 1 ]  |